# Kama Sutra Rides Again
Kama Sutra Rides Again ist ein britischer Zeichentrick-Kurzfilm von Bob Godfrey aus dem Jahr 1972.

## Handlung
Das ältere Ehepaar Stanley und Ethel sitzt nackt auf einer Couch. Ethel strickt und Stanley erklärt mit Pfeife im Mund, dass beide die Abwechslung lieben. Sie haben zwar mit einem Krokodil und einem Elefanten ungewöhnliche Haustiere, Ethel nimmt Fahrstunden, Stanley malt in Öl und beide mögen es, in ihrem Haus in der Wüste Gobi Urlaub zu machen, doch finden sie wahre Abwechslung erst im Liebesspiel. Hier werden beide höchst experimentell und geben sich nicht mit Handbüchern wie Sex For Old Age Pensioners oder Love Variations zufrieden. Sie haben alle dort erklärten Stellungen ausprobiert und Stanley stellt fest, dass man mit ein wenig Phantasie neue Stellungen findet, die überraschen können.
Ethel und er führen einige der Stellungen vor: Bei der von ihm La brouette (Die Schubkarre) getauften Stellung zieht oder schiebt der Mann die Frau wie eine Schubkarre, während La bicyclette auf dem Fahrrad fahrend vollzogen wird und in der Öffentlichkeit zu Irritationen führen kann. Es folgen weitere Stellungsbeschreibungen, wie Tarzan und Les escalatores (die Rolltreppen). Häufig stellt Stanley dabei die Schwierigkeiten bestimmter Stellungen vor, so ist es schwer, zu zweit in einer Hängematte aufrecht zustehen oder bei Les patineuses die Vereinigung auf Rollschuhen anzustreben, vom Versuch auf Schlittschuhen ganz zu schweigen. Neben weiteren Stellungen, die Wasserski und Fallschirmsprung beinhalten, kommt Stanley zu moderneren Varianten, die Maschinen erfordern. Zu den Stellungen gehört unter anderem die Schreibmaschine, in der der Mann als Type eines Typenhebels und die Frau als Blatt fungiert. Stanley stellt nun ihre schwierigste Stellung, The stuntsman vor, der im Zirkus an zwei Trapezen hängend mit genau abgestimmtem Absprung beider Partner „ohne Netz und Verhütung“ vollzogen wird. Da das Paar diese Stellung noch nicht perfektioniert hat, stürzt Ethel bei der Aufführung ab und liegt schließlich eingegipst im Krankenhaus. Als Stanley bemerkt, dass er über Züge die eingegipsten Beine Ethels bewegen kann, kommt ihm schon wieder eine neue Stellungsidee, doch Ethel jagt ihn wütend davon.

## Produktion
Kama Sutra Rides Again gehört neben Henry 9 ’til 5, Dream Doll, Instant Sex und Bio-Woman zu den Filmen Godfreys, die sich satirisch mit dem Sexualleben der Briten auseinandersetzen. „Die Nebeneinanderstellung des leidenschaftslosen, gehemmten Briten und ausgefallener, extremer Sexualpraktiken deckt die eigentliche Gehemmtheit und Scheinheiligkeit im Herzen der britischen Kultur auf“, so die Kritik. Die Filme seien eine surreale Satire auf die soziale Identität des kleinen Mannes und die Gehemmtheit britischer Männer.
Kama Sutra Rides Again kam 1972 als Vorfilm von Uhrwerk Orange in die britischen Kinos. Vom British Board of Film Censors erhielt der Film zunächst eine Freigabe nur für Erwachsene, wurde später jedoch AA (ab 14) freigegeben. Im Film hat die Figur „Henry“ aus Godfreys Henry 9 ’til 5 einen Cameo-Auftritt.

## Synchronisation
| Rolle   | Originalsprecher |
| ------- | ---------------- |
| Stanley | Bob Godfrey      |
| Ethel   | L. J. Dickens    |

## Auszeichnungen
Kama Sutra Rides Again wurde 1973 für einen Oscar in der Kategorie „Bester animierter Kurzfilm“ nominiert, konnte sich jedoch nicht gegen A Christmas Carol durchsetzen.